# ساموئل حدیدا
ساموئل حدیدا (انگلیسی: Samuel Hadida; ۱۷ دسامبر ۱۹۵۳ – ۲۶ نوامبر ۲۰۱۸) تهیه‌کننده فیلم مراکشی‌تبار اهل فرانسه بود.

## فیلم‌شناسی
- ۱۹۹۳: فقط قوی باش (تهیه‌کننده)
- ۱۹۹۳: داستان عاشقانه واقعی (تهیه‌کننده)
- 1993: Killing Zoe (تهیه‌کننده)
- 1993: Necronomicon (film) (تهیه‌کننده)
- ۱۹۹۵: متخصص (تهیه‌کننده اجرایی)
- ۱۹۹۵: آزادمرد گریان (تهیه‌کننده)
- ۱۹۹۶: آزادراه (تهیه‌کننده)
- ۱۹۹۶: ماجراهای پینوکیو (تهیه‌کننده)
- ۱۹۹۷: نیروانا (تهیه‌کننده)
- ۱۹۹۸: لژیونر (تهیه‌کننده اجرایی)
- 1999: The Big Brass Ring (تهیه‌کننده اجرایی)
- ۱۹۹۹: دوزخ (تهیه‌کننده)
- 1999: Freeway II: Confessions of a Trickbaby (تهیه‌کننده اجرایی)
- 2000: Dancing at the Blue Iguana (تهیه‌کننده اجرایی)
- ۲۰۰۱: برادری گرگ (تهیه‌کننده)
- ۲۰۰۲: رزیدنت ایول (تهیه‌کننده)
- ۲۰۰۲: عنکبوت (تهیه‌کننده)
- 2002: Sweat (تهیه‌کننده)
- 2002: The Rules of Attraction (تهیه‌کننده اجرایی)
- 2003: Gift from Above (تهیه‌کننده)
- 2004: Turn Left at the End of the World (تهیه‌کننده)
- ۲۰۰۴: رزیدنت ایول: آخرالزمان (تهیه‌کننده اجرایی)
- 2004: Five Children and It (تهیه‌کننده)
- ۲۰۰۴: فرانسه نو (تهیه‌کننده)
- ۲۰۰۴: پل سن لوئیس ری (تهیه‌کننده)
- ۲۰۰۵: شب‌بخیر و موفق باشید (تهیه‌کننده اجرایی)
- 2005: The Aura (تهیه‌کننده)
- ۲۰۰۵: دومینو (تهیه‌کننده)
- 2005: Lassie (تهیه‌کننده)
- ۲۰۰۶: سایلنت هیل (تهیه‌کننده)
- 2006: Moscow Zero (تهیه‌کننده)
- ۲۰۰۶: کوکب سیاه (تهیه‌کننده اجرایی)
- ۲۰۰۶:  قصه یک آدمکش (تهیه‌کننده اجرایی)
- ۲۰۰۷: ۸۸ دقیقه (تهیه‌کننده)
- ۲۰۰۷: رزیدنت ایول: انقراض (تهیه‌کننده)
- ۲۰۰۸: راز موناکر (تهیه‌کننده)
- ۲۰۰۹: دکتر پارناسوس، مردی که به شیطان رو دست زد (تهیه‌کننده)
- ۲۰۰۹: سولومون کین (تهیه‌کننده)
- ۲۰۱۰: رزیدنت ایول: زندگی پس از مرگ (تهیه‌کننده)
- ۲۰۱۱: بلیتز (تهیه‌کننده اجرایی)
- ۲۰۱۱: کونان بربر (تهیه‌کننده اجرایی)
- ۲۰۱۱: صید ماهی آزاد در یمن (تهیه‌کننده اجرایی)
- ۲۰۱۲: رزیدنت ایول: قصاص (تهیه‌کننده)
- ۲۰۱۲: سایلنت هیل: مکاشفات (تهیه‌کننده)
- ۲۰۱۳: مرد راه‌آهن (تهیه‌کننده اجرایی)
- ۲۰۱۴: بی‌مصرف‌ها ۳ (تهیه‌کننده)
- ۲۰۱۴: شهر گناه: بانویی که به خاطرش می‌کشم (تهیه‌کننده اجرایی)
- 2015: L'Odeur de la mandarine (تهیه‌کننده اجرایی)
- 2015: Un plus une (تهیه‌کننده)
- ۲۰۱۶: مجرم (تهیه‌کننده اجرایی)
- 2016: Fanny's Journey (تهیه‌کننده)
- ۲۰۱۶: مکانیک: رستاخیز (تهیه‌کننده اجرایی)
- ۲۰۱۶: رزیدنت ایول: قسمت پایانی (تهیه‌کننده)
- ۲۰۱۷: محافظ مزدور (تهیه‌کننده اجرایی)
- ۲۰۱۷: پاپیون (تهیه‌کننده اجرایی)
- 2017:  Chacun sa vie et son intime conviction
- ۲۰۱۸: قاتل شکارچی (تهیه‌کننده اجرایی)
- ۲۰۱۹: بهترین سال‌های یک زندگی (تهیه‌کننده)
- ۲۰۱۹: روز شانس (تهیه‌کننده)
- ۲۰۱۹: رمبو: آخرین خون (تهیه‌کننده اجرایی)